# François Guizot
François Pierre Guillaume Guizot [ejtsd: gizó] (Nîmes, 1787. október 4. – Saint-Ouen-le-Pin, 1874. szeptember 12.) francia politikus, író, történész, I. Lajos Fülöp francia király uralkodása idején miniszterelnök.

## Életrajza
Apját, aki ügyvéd volt, a rémuralom alatt kivégezték, anyja pedig Genfbe költözött, Guizot az ottani gimnáziumban tanult. 1805-ben visszatért Párizsba, ahol a jogot végezte, 1807-ben pedig a berni Stapfer-családhoz szerződött mint nevelő. Ugyanott (1812) a sokkal idősebb Pauline du Meulan írónővel kelt egybe és nemsokára műveivel oly sikert aratott, hogy a párizsi egyetemhez került mint a történet tanára. Első munkái voltak: Noveau dictionnaire universel des synonymes de la langue française (1809, 2 kötet, 8. kiadás 1874); De l'état des beaux-arts en France et du Salon de 1810 (1811), Vie des poètes français du siècle de Louis XIV. (1813, 1 kötet); Annales de l'éducation (1811-15, 6 kötet) és Rehfues: Spanyolország 1808-ban c. művének fordítása (1811, 2 kötet).
A restauráció után (1814) Montesquiou-Fézensac belügyminiszter titkárává választotta Guizot-t, akit az új, szigorú sajtótörvény kidolgozásával is megbízott. A 100 nap alatt az udvart Gentbe követte; jutalmul a visszatérő XVIII. Lajos főtitkárának léptette elő az igazságügyi minisztériumban. Két évvel utóbb, midőn Guizot rendszabályai a déli vidékeken kitört rojalista kihágásokkal (a fehér rémuralommal) szemben tehetetlennek bizonyultak, Barbé-Marbois igazságügyi miniszterrel egy időben beadta lemondását. Nemsokára azonban a pénzügyi minisztérium és államtanácsban találkozunk vele, ahol Decazes, Royer-Collard és más politikai barátjaival a doktrinerek pártját alapította.
1819-ben röpiratban szellőztette az akkori képviselőház és kormányrendszer bajait és erre Decazes minisztertől a közigazgatás terén nyert alkalmazást. 1820-ban (Decazes-zal együtt) elbukott és ekkor a tanári pályára tért vissza. Még a nagy közönség is tömegesen eljárt előadásaira, hogy a reakcionárius Bourbonok ellen tüntessen. Ezek alapján készült a Histoire des origines du gouvernement représentatif c. munka (1821, 2 kötet, 4. kiad. 1880), továbbá a Des conspirations et de la justice politique (1820); Les moyens de gouvernement et d'opposition dans actuel de la France 1820; és a Sur la peine de mort en matière politique (1822) című mű. 1824-ben a Villele-kabinet beszüntette előadásait és csak négy év múlva kapta meg újra a Martignac-kormánytól a venia legendit. Ezen években dicsekedhetett Guizot igaz népszerűséggel. Victor Cousin, Villemain és ő (a «triumvirátus») divatba hozta a Sorbonne előadásait. Ezen években a következő munkái láttak napvilágot: Cours d'histoire moderne (1828-30, 6 kötet); a Histoire de l'empire romain jusqu'à la révolution française (4 kötet, 14. kiad. 1886) és a Histoire de la civilisation en Europe (1829, 19. kiad. 1883; magyarra fordította Grubiczy György, 2. kiad. 1879). Az 1820-as években azonfelül több becses történeti kútfőgyüjteményt is rendezett sajtó alá, mint a Collection des mémoires relatifs à l'histoire de France depuis la fondation de la monarchie française jusqu'au XVIII. siècle (31 kötet), valamint a Collection des mémoires relatifs à l'histoire de la révolution d'Angleterre 826 kötet). Ugyanakkor megtoldotta Mably-nak Observations sur l'histoire de France című 3 kötetnyi művét egy kötettel, mely ezt a címet viseli: Essai sur l'histoire de France (1824, 12. kiad. 1868). Az említett angol kútfőgyüjteménnyel kapcsolatban megírta I. Károly és a köztársaság korát vonzó, mesterkélten tollal és doktriner-pragmatikus modorban (Histoire de la révolution d'Angleterre, I. Histoire de Charles I., 2 kötet; magyarra ford. Fésüs György, Pest, 1866; Histoire de la république d'Angleterre et d'Olivier Cromwell, 2 kötet, és Histoire du protectorat de Richard Cromwell, 1 kötet). 1826-ban az Encyclopédie progressive szerkesztését vállalta magára, 1828-ban pedig a Revue Française-t alapította.
1830-ban Lisieux-ben mérsékelt ellenzéki programmal képviselőnek választották és erre azután a bal középpárt többi tagjaival Jules de Polignac kormánya és a júliusi rendeletek ellen szavazott.
1830-ban kezdődött Guizot tulajdonképpeni politikusi pályája. Július 30-án I. Lajos Fülöp közoktatásügyi miniszterré tette, augusztus 11-én pedig a belügyi tárcát bízta rá, de mert Guizot Laffitte liberális elveitől idegenkedett, novemberben doktriner társaival együtt elbocsáttatott. A Périer-féle kabinetet mint az alkotmányos monarchisták vezére támogatta. 1832. október 11-én Thiers és Broglie herceggel új kabinetet létesített, melyben újra a közoktatásügyi tárcát vállalta el. 1837-ben Thiers-vel együtt visszalépett és azzal szövetkezve a Molé-kabinet ellen küzdött.
1839-ben Londonba ment követnek, ahol őt, tekintettel angol történeti dolgozataira és képzettségére, igen kedvezően fogadták; midőn azonban Anglia és három európai állam Franciaország keleti politikája ellen (1840 júliusában) szövetséget kötött, Thiers külügyminiszter őt visszahívta. Thiers bukása után az új kabinet feje, Soult tábornok Guizot-ra bizta a külügy vezetését (1840. október 28.). Ebben a (1848-as forradalom előtti utolsó) minisztériumban végig a hatalom birtokában maradt; sőt Soult visszavonulása óta (1847 szeptembere) Guizot volt a kabinet lelke és feje és így őt terheli az ódium, hogy mint a király személyes politikájának készséges eszköze, az alkotmányos rendszert kompromittálta és a februári forradalmat előidézte.
1848 elején Guizot maga is érezte, hogy a ránehezedő népszerűtlenség átkát többé elviselni nem képes. Február 16-án, a monarchia fennmaradása érdekében tehát beadta lemondását, melyet Lajos Fülöp azonban nem fogadott el. Február 23-án azután elbocsátotta ugyan kedvelt emberét, de akkor már késő volt és a forradalom elől a király és a miniszter is Angliába menekült. Az ideiglenes kormány Guizot-t a charta megsértése és hazaárulás miatt vád alá helyezte, de utóbb opportunista szempontból beszüntették ellene az eljárást. Guizot mindazonáltal még 3 évig Angliában maradt, ahonnan több ízben megkísérelte múltját igazolni és az 1849-es választóihoz intézett nyilatkozat (Guizot et ses amis) értelmében mint képviselőjelölt is fellépett, de óhaja nem valósult meg.
1851-ben visszatért Párizsba, ahol kéz alatt a Bourbon és Orleans család kibékítése és közvetve a monarchia helyreállítása körül fáradozott. Az 1851. december 2-ai államcsíny megzavarta terveit és erre időszerűnek tartotta Angliába visszatérni, ahol azután tanulmányainak élt. A politikai élet zajától egy ideig teljesen elzárkózott és csak 1870 májusában foglalt nyílt levelében a III. Napóleon császár által elrendelt plebiscitum mellett állást. Ez volt utolsó politikai szereplése. A nagy német háború lezajlása után visszatért ugyan hazájába, de a politikai életben nem vett többé részt. A református egyházi zsinatokra azonban még eljárt és 1874-ben, merev ortodox elveit hangoztatván, szakadást idézett elő az egyház kebelében. Azontúl még csak egyszer fordult feléje a közfigyelem, amidőn a bonapartisták napfényre hozták, hogy Guizot fia 1855-ben III. Napóleontól 50000 frankot fogadott el. Guizot ezt annyira restellte, hogy becses képgyűjteményének egyik darabját eladta és a nevezett összeget Eugenia excsászárnőnek felajánlotta, aki azonban azt visszautasította. Egy évvel később (1874) meghalt.
A már említett munkákon kívül még a következő művek említendők: Vie, correspondance et écrits de Washington (1839-40, 6 kötet), mely munkát az Észak-amerikai unió megbízásából írta (magyarra ford. Gyerőfy Gy. és Szabad Imre, Pest, 1851); De la démocratie en France (1849); Histoire de Washington et de la fondation de la république des États-Unis (3. kiad. 1850); Pourquoi la révolution d'Angleterre a-t-elle réussi? (1850); Monk, chute de la république et rétablissement de la monarchie en 1660 (magyarra fordították Gyerőfy G. és Szabad Imre, Pest 1851) és ennek folytatása: Études biographiques sur la révolution d'Angleterre (1850); a Cromwellról írt 3 (említett) munka (1854 és 1856); Nos espérances (1855); La Belgique en 1857 (1857). Becses emlékiratai: Mémoires pour servir à l'histoire de mon temps depuis 1814 jusqu'à 22. février 1848 (1858-67, 8 kötet); Études sur les beaux-arts (1851), Méditations sur l'essence de la religion chrétienne (1864); Corneille et son temps (1852); Shakespeare et son temps (1852); L'amour dans le mariage (1855); Méditations sur la religion chrétienne dans ses rapports avec l'état actuel des sociétés et les esprits (1868); Mélanges biographiques et littéraires (1868); Mélanges politiques et historiques (1869); Le duc de Broglie (1872); Histoire de France, racontée à mes petits enfants (1870-75, 5 kötet), ehhez a munkához Guizot leánya, Witt asszony folytatást írt, mely 1789-től 1848-ig terjed (2 kötet) Histoire d'Angleterre, racontée à mes petits enfants (1877-78, 2 köt.).
Guizot a Magyar Tudományos Akadémiának kültagja volt. Emlékbeszédet Trefort Ágoston tartott felette 1885-ben, Simsich Pál pedig lefordította Értekezés az angol forradalom története felett című művét (Pest, 1851).

## Családja
Guizot első felesége, Pauline de Meulan (1773–1827), mint írónő szerzett némi hírnevet és férjét is segítette írói munkálkodásában. Guizot második felesége, Eliza Dillon, első feleségének rokona, szintén több nevelésügyi munkát írt.

## Magyarul megjelent művei
- Washington. Az Amerikai Egyesült Államok köztársaságának megalapítása; ford. Gyerőfy Gyula, Szabad Imre; Emich, Pest, 1851
- Monk. Az angol köztársaság bukása és a monarchia helyreállítása 1660-ban; ford. Gyerőfy Gyula, Szabad Imre, bev. Szabad Imre; Emich, Pest, 1851
- Értekezés az angol forradalomnak története felett; előszó, utószó Somssich Pál; Kilián, Pest, 1851
- Ghizot Ferenc: Az angol forradalom története I. Károly haláláig; ford. Fésüs György; Heckenast, Pest, 1866
- Az európai polgárosodás civilisatio története a római birodalom rombadőltétől a franczia forradalomig, 1-2. köt.; ford. Grubicy György; Stolp, Pest, 1867
- Marie Joseph Louis Adolphe Thiers–François Guizot–Pierre Paul Royer-Collard: Három beszéd a felsőházról; ford. Keszler József, bev. Trefort Ágoston; Egyetemi Ny., Bp., 1883
- A democratia Francziaországban; ford. Kohlbauer Ferenc; Franklin, Bp., 1895 (Olcsó könyvtár)
- Válogatott politikai írások; ford. Szász Géza; L'Harmattan, Bp., 2016 (Rezonőr)

## Egyéb szakirodalom
- François Guizot: Válogatott politikai írások. Fordította Szász Géza. L'Harmattan Kiadó, Budapest, 2016. ISBN 9637343059
- Guizot Ferenc: Az angol forradalom története I. Károly haláláig. Fordította dr. Fésűs György. Heckenast Gusztáv (Pest), 1866